# Nikita Cuffe
Nikita Cuffe (Brisbane, 2 de março de 1978) é uma jogadora de polo aquático australiana, medalhista olímpica.

## Carreira
Nikita Cuffe fez parte dos elencos medalha de bronze de Pequim 2008.